# Filtre de Fréchet
Pour les articles homonymes, voir filtre.
En topologie, le filtre de Fréchet, nommé d'après Maurice René Fréchet, est le filtre sur ℕ constitué des complémentaires des parties finies de ℕ.
Ce filtre est engendré par la base de filtre constituée des sections finissantes S(k) = { i ∈ ℕ | i ≥ k }, k = 0, 1, 2….
Plus généralement, le filtre de Fréchet sur un ensemble infini X est l'ensemble des parties cofinies de X. Il ne diffère alors de la topologie cofinie sur X que par l'absence de l'ensemble vide. Si par contre X est fini, l'ensemble de ses parties cofinies ne représente pas un filtre (car un filtre ne doit pas contenir l'ensemble vide), mais est identique à sa topologie cofinie.